# Vendelin Vošnjak
Vendelin Vošnjak (redovno ime), rojen kot Mihael Vošnjak, slovenski duhovnik, frančiškan in kandidat za svetnika, * 13. september 1861, Šenbric (takrat Konovo), † 18. marec 1933, Zagreb.

## Življenje
13. septembra 1861 sta se Pavlu in Idi Vošnjak rodila dvojčka Matej in Mihael. Še istega dne sta bila krščena v domači župnijski cerkvi sv. Martina. Sodeč po krstni knjigi je bil Mihael mlajši od obeh. Vošnjakovi predniki so v Slovenijo leta 1520 pribežali pred Turki iz Bosne; priimek Vošnjak je nemški zapis besede Bošnjak. Oče je bil po poklicu krojač. Po dveh otrocih sta z ženo dobila še Marijo in Vinka. Ida je zgodaj umrla in tako se je Pavel drugič poročil z Antonijo, s katero sta imela še pet otrok.
Za Mihaelovo šolanje in versko življenje je skrbel sorodnik Ivan Vošnjak, ki je bil nadžupnik na Ptuju. Tam je končal osnovno šolo in klasično gimnazijo.
Septembra 1878 je bil sprejet v noviciat Frančiškanskega samostana v Zagrebu in dobil redovniško ime Vendelin. Filozofijo in teologijo je študiral v Pécu na Ogrskem in v Varaždinu. Slovesne redovne zaobljube je napravil v Varaždinu leta 1882, v duhovnika pa je bil posvečen v Gradcu 26. marca 1884. Naslednji dve leti je študiral teologijo na jezuitskem vseučilišču v Innsbrucku. V Zagrebu je bil od leta 1886 do 1889 magister klerikov in lektor filozofije na filozofskem učilišču, od 1889 do 1895 pa je isto dolžnost opravljal tudi v Varaždinu. V frančiškanski provinci svetega Ladislava je bil definitor, zagrebški gvardijan, vizitator frančiškovega svetnega reda, generalni komisar in provincial. Z odlokom iz Rima je bila 3. junija 1900 osnovana nova hrvaška Frančiškanska provinca svetega Cirila in Metoda s središčem v Zagrebu in Vendelin je bil izbran za njenega prvega provinciala. Do takrat so spadali frančiškanski samostani na Hrvaškem pod eno slovensko in dve madžarski provinci. Vendelin je bil provincial od leta 1900 do 1908 in od 1924 do 1927. 15-krat je bil generalni vizitator; vizitiral je vse frančiškanske province v Kraljevini Jugoslaviji in nekaj provinc v Avstriji, Nemčiji in na Češkem. Šest let je bil član vrhovnega vodstva frančiškanskega reda v Rimu. Bil je izredno sposoben in se je odlikoval po krepostnem življenju. Umrl je v Frančiškanskem samostanu Zagreb 18. marca 1933. Najprej je bil pokopan na zagrebškem Pokopališču Mirogoj, nato pa so 18. marca 1970 njegove posmrtne ostanke prenesli v frančiškansko cerkev sv. Frančiška Asiškega.

## Svetništvo
Leta 1963 se je pričel škofijski postopek za ugotavljanje Vendelinove svetosti. Ta postopek je bil zaključen leta 1980, nakar je bil prenešen v Rim, Kongregacija za zadeve svetnikov pa je 18. decembra 2000 izdala dekret o herojskih krepostih. Od tedaj nosi Vendelin naziv častitljivi Božji služabnik in je poleg škofov Janeza Frančiška Gnidovca in Friderika Barage eden od treh slovenskih svetniških kandidatov s tem nazivom (2024). Za razglasitev za blaženega je potreben še čudež.